# Zdeňka Podkapová
Zdeňka Podkapová (* 6. srpen 1977 Brno) je česká gymnastka, erotická modelka a herečka.
Deset let byla gymnastkou, pět let byla v českém národním týmu a šestkrát získala titul mistra republiky. Poprvé fotila v roce 1996. Roku 1998 ji nabídl focení časopis Penthouse, v dubnu 1999 se stala "Pet měsíce" a v roce 2001 byla vyhlášena "Pet of the Year". Brzy nafotila další snímky pro Maxim, FHM, Esquire aj. Později natočila i některé pornografické filmy s režisérem Andrewem Blakem. Hrála a fotila též pod jmény Zdeňka Popová, Zdenka Novotná nebo jen Zdenka.